# دهستان بیجنوند
دهستان بیجنَوَند، یکی از دهستان‌های بخش زاگرس شهرستان چرداول در استان ایلام ایران است. مرکز این دهستان، روستای زیرتنگ بیجنوند است.

## جغرافیا
دهستان بیجنوند، در میان رشته کوه‌های زاگرس و در امتداد رودخانه سیمره قرار دارد و از گردنه مله مازگ تا گردنه چال زغال را شامل می‌شود و متشکل از چهارده روستا است که عبارتند از: زیرتنگ بیجنوند، دول کلان، دول زرد، نیدوله علیا، نیدوله سفلی، تخت بسطام علیا، تخت بسطام سفلی، دره چپی، نسار چالاب زرد، سرچقا چالاب زرد، هلت چالاب زرد، چقابلک چالاب زرد، برآفتاب چالاب زرد و برآفتاب بی. بیجنوند از شرق به شهرستان هلیلان، از شمال به دهستان  قلعه، از غرب به شهر بلاوه و از جنوب به بخش طرهان در استان لرستان منتهی می‌شود. مردم بیجنوند برای کارهای اداری خود به شهر سرابله در فاصله ۴۰ کیلومتری آنجا مراجعه می‌کنند. شهرهای بزرگ نزدیک بیجنوند که مردم آنجا بیشترین تردد را به آنها دارند، ایلام و کرمانشاه می‌باشند.

## طبیعت و پیشینه
بیجنوند آب و هوای معتدل کوهستانی دارد و دارای آثار طبیعی زیبایی می‌باشد؛ تنگه بِی بین دو روستای زیرتنگ بیجنوند و میان قلعه (پشت تنگ) یکی از این آثار است که متأسفانه به علت کم توجهی، مسیر منتهی به آن از سمت روستای زیرتنگ، محلی برای تخلیه زباله و نخاله شده‌است. باغات انگور نیدوله بین دو روستای نیدوله علیا و نیدوله سفلی نیز مکانی دلنشین و دیدنی است. ارتفاعات وَری در روستای دره چپی با چشم‌اندازی زیبا از رودخانه سیمره هم منظره ای جالب و دیدنی دارد.
قدمت تاریخی بیجنوند به دوره ساسانی بر می‌گردد؛ آثار باستانی کشف شده و بقایای آتشکده ساسانی در روستای زیرتنگ بیجنوند گواه این مدعاست.
بهترین زمان برای سفر به بیجنوند و لذت بردن از طبیعت دلنشین آن در ماه فروردین فصل بهار است.

## محصولات
در بیجنوند باغات انگور، انار، گوجه سبز، بادام، زیتون و… و مزارع گوجه فرنگی، خیار، پیاز، سیر، بادمجان، بامیه، کدو، سیب زمینی، کنجد، هندوانه، گرمک، سبزی و … وجود دارد.
همچنین انواع غلات شامل نخود، عدس، ماش، گندم، جو، ذرت، برنج و … در زمین‌های کشاورزی این منطقه کاشت و برداشت می‌شود.
انواع محصولات لبنی و پروتئینی دام و طیور نیز از ره آوردهای این دهستان است.
در ارتفاعات کوهستانی این منطقه جنگل‌های بلوط و پسته کوهی و انواع گیاهان دارویی یافت می‌شود.
در رودخانه سیمره در این دهستان ماهیگیران به صید ماهی می‌پردازند.
پرورش زنبور عسل نیز در این منطقه وجود دارد.
در فصل بهار گیاهان خودروی خوراکی و دارویی زیادی مانند کنگر کوهی و پونه و … در این منطقه یافت می‌شود.

## امکانات
به‌طور کلی روستاهای دهستان بیجنوند تحت شبکه سراسری برق، لوله‌کشی آب از چشمه‌های معدنی منطقه، لوله‌کشی گاز، خطوط تلفن، راه آسفالت و روشنایی معابر می‌باشند. همچنین امکانات رفاهی و فرهنگی و آموزشی در روستاهای این دهستان به ویژه مرکز آن برقرار است.

## شغل و درآمد
شغل اغلب مردم بیجنوند در زمینه‌های کشاورزی، باغداری، دامداری، شغل‌های خدماتی و اداری در سطح شهرستان و … می‌باشد.

## زبان و فرهنگ
زبان مردم بیجنوند لکی می‌باشد و مردمی مهمان نواز و یکدل دارد.

## جمعیت
بر پایه سرشماری عمومی نفوس و مسکن در سال ۱۳۹۵، جمعیت دهستان بیجنوند برابر با ۴٬۱۹۴ نفر بوده‌است.